# Dieu (album)
Albums de Alpha Blondy
SOS Guerre Tribale Grand Bassam Zion Rock
Dieu est le neuvième album d'Alpha Blondy, sorti en 1994. La photo illustrant la pochette a été prise par Pierre Terrasson. Dans cet album Alpha Blondy évoque à nouveau le conflit israélo-palestinien.

## Pistes
1. Abortion is a crime
2. Dieu
3. Wild time
4. Amour papier longueur
5. La guerre
6. Mon père avait raison
7. Rocking time
8. Heal me
9. Goree [Senegal]
10. Afrique - Antilles
11. Soukeina [Nangnele]
12. Dos au mur